# Red Bee Media
Red Bee Media (ранее Ericsson Broadcast and Media Services (EBMS)) — международная вещательная и медиа-компания, а также крупнейший поставщик услуг доступа в Европе.
Штаб-квартира Red Bee находится в Лондоне, Англия, имеет офисы в Глазго, Кардиффе, MediaCityUK в Солфорде и Ньюкасл-апон-Тайн, а также международные офисы в Австралии, Франции, Испании, Германии, Финляндии, Нидерландах, Швеции, Канаде, США. и Арабских Эмиратах.

## История
В то время как Red Bee Media берет начало от BBC Broadcast в Соединенном Королевстве, компания происходит от Creative Broadcast Services, которая совместно принадлежит австралийской Macquarie Capital Alliance Group и Macquarie Bank, и была создана специально для покупки бывшего подразделения BBC.
В августе 2011 года Red Bee Media приобрела TV Genius, компанию по разработке программного обеспечения, которая специализируется на обнаружении контента в интернете, на телевидении и подключенных устройствах. 
1 июля 2013 года Ericsson объявила о приобретении Red Bee Media в дополнение к предыдущим приобретениям компании в сфере вещания и медиа: подразделения вещательных услуг Technicolor, Tandberg Television, HyC Group, Fabrix Systems и Microsoft Mediaroom. 30 сентября сделка была передана в Комиссию по конкуренции из-за опасений, что сделка снизит конкуренцию в секторе вещания телеканалов. Сделка была одобрена комиссией 27 февраля 2014 года, а 12 мая Ericsson завершила сделку по приобретению Red Bee Media. 1 июня 2015 года компания провела ребрендинг под своим материнским брендом.
9 ноября 2017 года было объявлено, что Ericsson Broadcast and Media Services будет переименована в Red Bee Media и станет независимым бизнесом, полностью принадлежащим Ericsson. Сообщается, что этот шаг должен расчистить путь для продажи подразделения, которое осталось за Ericsson.

### Великобритания
Предшественник Red Bee, BBC Broadcast Limited, был создан BBC в 2002 году путем объединения ряда услуг по созданию каналов BBC и управлению каналами под одной крышей. Это было частью соглашения с британским правительством о создании коммерческого подразделения, которое могло бы пополнить доход BBC от телевизионных лицензий, таким образом удерживая рост лицензионных сборов на низком уровне в будущем. Другими субъектами коммерческого подразделения были BBC Worldwide, BBC Resources, BBC Ventures и BBC Technology. 
1 августа 2005 года BBC Broadcast вместе со своими дочерними компаниями была продана за 166 миллионов фунтов стерлингов Creative Broadcast Services Limited, компании, созданной специально для покупки и находящейся в совместном владении австралийской Macquarie Capital Alliance Group и Macquarie Bank Limited. 27 октября 2005 года компания была переименована в Red Bee Media. Незадолго до продажи BBC Broadcast купила Broadcasting Dataservices («BDS») у BBC Worldwide, таким образом усилив предложение EPG и программных метаданных. Red Bee Creative — креативное агентство, работающее в рамках Red Bee Media. Компания Red Bee Creative, отвечала за создание различных развлекательных брендов, включая BBC Sport, Dave из UKTV и BT Sport. Они также создали креативные кампании для Nissan, Oasis, Netflix и Weston's Cider. 